# Estadi Rei Guillem II
L'Estadi Rei Guillem II és un estadi polivalent a Tilburg, Països Baixos, i la seu del Willem II Tilburg. Actualment s'utilitza principalment per a partits de futbol. L'estadi té capacitat per a 14.700 persones, va ser construït l'any 1995 i renovat l'any 2000 per afegir a l'edifici principal allotjament de negocis, un restaurant, sales de conferències, un club de negocis i un bar de seguidors.
El nou estadi està construït al mateix lloc que l'antic estadi, el Gemeentelijk Sportpark Tilburg, que tenia una capacitat menor i menys instal·lacions. Aquest estadi va ser enderrocat l'any 1992. L'estadi actual es va inaugurar el 1995. Els inquilins Willem II Tilburg són llogaters de l'estadi des de 1995.
El nom original era Willem II Stadion, però el 2009 l'estadi va ser rebatejat com a Koning ("Rei") Willem II Stadion, en honor de Guillem II dels Països Baixos.